# Juan Allende-Blin
Juan Allende-Blin (* 24. Februar 1928 in Santiago de Chile) ist ein chilenischer Komponist, der in Deutschland lebt.

## Leben
Juan Allende-Blin stammt aus einer spanisch-französischen Musikerfamilie. Seine Mutter bekam 1939 eine Professur am Conservatorio Nacional. Allende-Blin studierte zunächst bei seinem Onkel Pedro Humberto Allende Sarón und dem Webern-Schüler Fré Focke und dann an der Universität von Santiago. 1951 kam er auf Empfehlung von Hermann Scherchen nach Detmold. Im Rahmen der Darmstädter Ferienkurse nahm er Unterricht bei Olivier Messiaen. Von 1954 bis 1957 unterrichtete er als Professor für musikalische Analyse an der Universität von Santiago. 1957 übersiedelte er nach Deutschland und wurde 1962 Mitarbeiter des Norddeutschen Rundfunks in Hamburg. Er lebt seit 1971 als freier Komponist in Essen, bis zu dessen Tod zusammen mit dem Komponisten und Organisten Gerd Zacher.
Allende-Blin komponierte Instrumentalmusik für unterschiedliche Besetzungen, zwei Ballette, Chansons und Musik für Tonband und instrumentierte die fragmentarisch nachgelassene Oper La Chute de la Maison Usher von Claude Debussy. Als Musikpublizist beschäftigt er sich insbesondere mit der Musik des Exils. Im Sommer 2022 druckte die Literaturzeitschrift Sinn und Form Ein Gespräch übers Komponieren, über Literatur und Exil zwischen Juan Allende-Blin und Cécile Wajsbrot. Allende-Blin berichtete darin u. a. über seine familiäre Herkunft, seinen Weg zur Musik und zum Komponieren und seine Beweggründe, nach Deutschland zu gehen: "weil man
in Westdeutschland, und nur dort, Neue Musik hören konnte, wenn man danach
suchte."
Allende-Blins Werke sind bei der Edition Gravis verlegt.

## Werke
- Transformationen für Bläser, Schlagzeug, Celesta und Klavier
- Profils für Klarinette, Trompete, Posaune, Violoncello und Schlagzeug
- Magnetfelder für Klavier, Klarinette, Kontrabass und Tonband
- Transformations III für Schlagzeug, 1952
- Transformations IV für Klavier, 1960
- Echelons für Orgel, 1962–68
- Silences interrompus für Klarinette, Kontrabass und Klavier, 1969/1970
- Mein blaues Klavier  für Orgel, Drehorgel und Maultrommel, 1970
- Zeitspanne für Klavier, 1971–74
- Souffle für zwei Chöre und Projektionen, 1972
- Perspectives : pour clarinette en si b, 1977
- Des Landes verwiesen, konzertante und szenische Aktionen, 1978, Libretto: Jean-Pierre Faye
- Rapport sonore / Relato sonoro / Klangbericht, Musikhörspiel, Karl-Sczuka-Preis 1983
- Dialogue für Klavier und zwei Interpreten, 1983
- Coral de caracola für Orgel, 1985
- Transformations V für Orgel und Kammerensemble, 1987
- Tagebuchgesänge nach Franz Kafka und Lautréamont für zwei Baritonstimmen und Kammerorchester, Uraufführung 1987
- Streichquartett, 1995
- Walter Mehring – ein Wintermärchen, Imaginäre Szene für Bariton und Kammerensemble, 1998
- Le Voyage, Kantate für Bariton und zehn Instrumente, 2001
- Transformations VII pour 14 instruments, 2003
- Gegenträume / contre-rêves – radiophone Klangcollage, 2003
- Wunde am Ende der Zeit – radiophone Klangcollage, 2003
- Wandlungen – radiophone Klangcollage, 2005
- Traumräume – radiophone Klangcollage, 2007
- Cantate á trois für Sopran, Tenor, Bariton und 4 Ensembles, 2007

## Diskografie
- Die Klaviermusik von Juan Allende-Blin

Thomas Günther, Klavier
Cybele SACD 160.401
- Die Orgelmusik von Juan Allende-Blin

Gerd Zacher, Orgel
Cybele SACD 060.401

## Schriften
- Ein Leben aus Erinnerung und Utopie, Essays, herausgegeben von Stefan Fricke und Werner Klüppelholz, Pfau, Saarbrücken 2002, ISBN 3-89727-184-2
- Kirchenmusik unter Hitler. In: Hanns-Werner Heister, Hans-Günther Klein (Hg.): Musik und Musikpolitik im faschistischen Deutschland, Fischer Taschenbuch Verlag, Frankfurt a. M. 1984, ISBN 3-596-26902-4.

## Ehrungen
- Karl-Sczuka-Preis (1983)
- Bundesverdienstkreuz am Bande (5. Oktober 1999)[3]
- Verdienstorden des Landes Nordrhein-Westfalen (2009)